# گارینا
گارنا (انگلیسی: Garena) یا گارینا، شرکت بازی ویدئویی سنگاپوری است، که در سال ۲۰۱۶ توسط فارست لی تأسیس شد و هم‌اکنون زیرمجموعه‌ای از شرکت سی لیمیتد می‌باشد. از معروف‌ترین بازی‌های توسعه داده شده توسط این شرکت می‌توان به گارنا فری فایر اشاره کرد. این شرکت در سال ۲۰۱۸ بزرگترین شرکت بازی ویدئویی سنگاپور بود. شرکت گارنا یکی از بزرگترین شرکت‌های بازی‌سازی سوم‌شخص است.